# Desmodium cumanense
Desmodium cumanense är en ärtväxtart som först beskrevs av Carl Sigismund Kunth, och fick sitt nu gällande namn av Dc. Desmodium cumanense ingår i släktet Desmodium och familjen ärtväxter. Inga underarter finns listade i Catalogue of Life.